# 알파노
알파노(이탈리아어: Alfano)는 이탈리아 캄파니아주 살레르노도의 코무네다.